# 錦織新
錦織 新（にしきおり あらた、1991年9月7日 - ）は、岩手県出身のハンドボール選手。

## 人物・来歴
小学生の頃は地元のスポーツ少年団の、リトルハンドに所属し、盛岡市立松園中学校から県外のハンドボール強豪校3冠2連覇中の京都府立洛北高校に進学。１年の選抜から出場した大会はすべて優勝、優秀選手賞獲得。2年時に埼玉インターハイで得点王に輝き優勝に貢献。フィールドシュートだけの得点では一試合最多の14得点。インターハイ後に地元岩手の盛岡大学附属高等学校に転校。高校卒業後は日本ハンドボールリーグソニーセミコンダクタ九州へ入団。
入団2年目の社会人選手権でベスト7を獲得後、ヒロシマ国際大会で大会MVP、U22東アジア大会でも優秀選手賞獲得など世代別アンダーカテゴリーに参加しつつも、2011年19歳の頃からA代表にも参加。セルビアでの世界選手権、インドネシアでのアジア大会、韓国でのアジア競技大会、愛知県でのオリンピック予選などにも招集された。2年目から膝の怪我を抱え3度の手術を経たが、結局コンディションが上がらず4度目の手術を期に2017年春に引退。
2016-17年シーズンでソニーセミコンダクタマニュファクチャリングを退団。